# 54
54 foi um ano comum do século I que durou 365 dias. De acordo com o Calendário Juliano, o ano teve início e terminou a uma terça-feira. a sua letra dominical foi F.
| Ano completo                       |
| ---------------------------------- |
| Ano comum com início à terça-feira |

## Eventos
- Nero torna-se Imperador de Roma.
- O governador romano da Judeia, Marco Antônio Félix, casa-se com Drusila, irmã de Herodes Agripa II
- Tiridates I da Arménia sobe ao trono do Reino da Armênia e funda a Dinastia arsácida da Arménia (Aršakuni), que só se extinguiria em 428.

## Mortes
- 13 de Outubro - Cláudio, Imperador Romano